# 奧薩馬堡壘
奧薩馬堡壘（西班牙語：Fortaleza Ozama）位於多明尼加首都聖多明哥，始建於1502年西班牙殖民時期，1508年完工，因臨奥萨马河而得名。奧薩馬堡壘是西班牙人在美洲建立的第一个永久性军事建筑。1990年奧薩馬堡壘作為殖民城的一部分，被聯合國教科文組織宣佈為世界遺產。

## 建築
這座堡壘旨在保護聖多明各港口的入口，並防禦海上敵人的襲擊，建築師為戈麥斯·加西亞·巴雷拉（Gómez Garcia de Varela）。城堡中间有一座5层高的塔和一个瞭望台，塔高18.5米。除了16世紀的核心設施外，堡壘在17和18世紀進行了擴建。前方有一座貢薩洛·費爾南德斯·德·奧維耶多·伊·巴爾德斯的雕像，他於1533年至1557年擔任聖多明各城的總督。

## 相關圖片

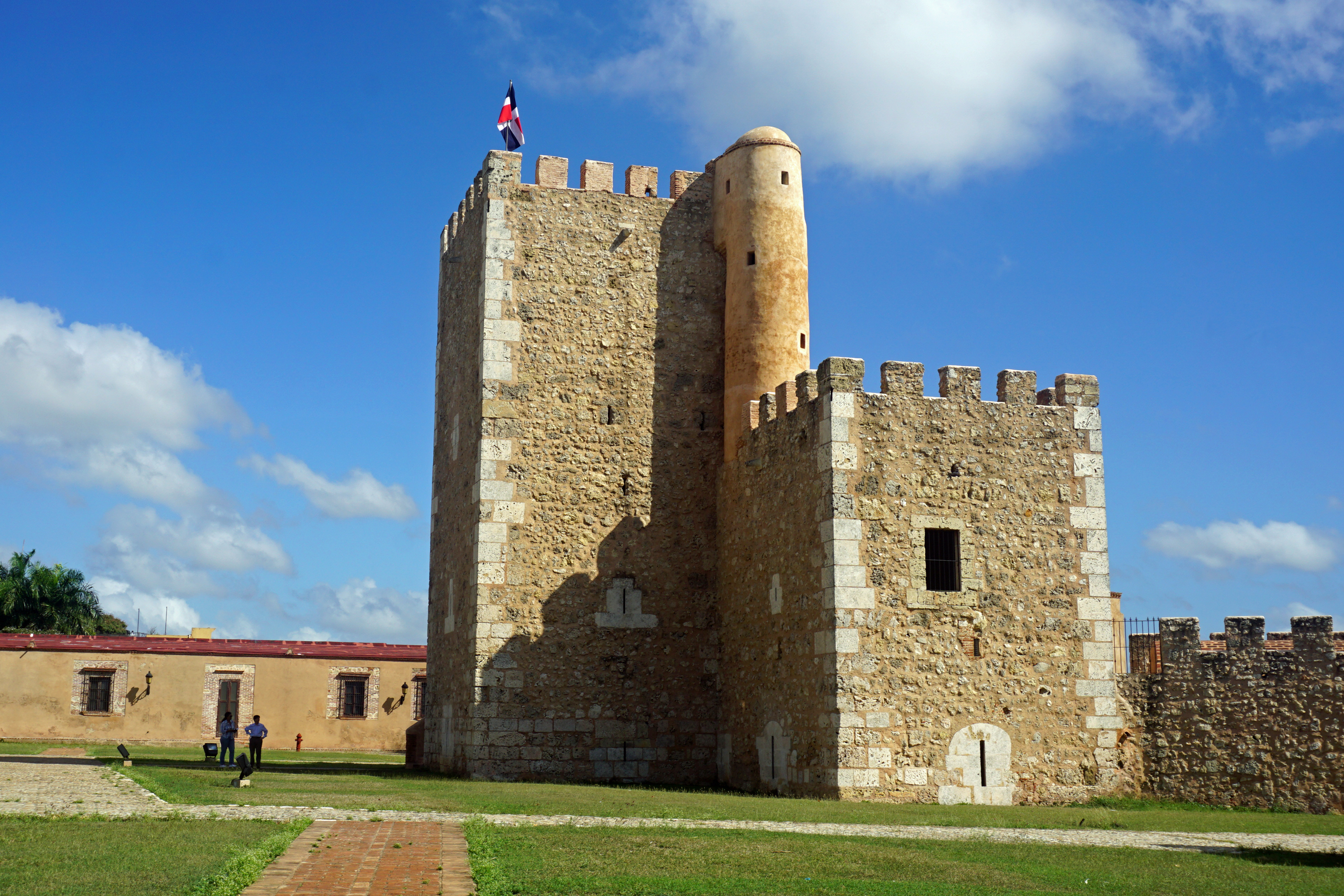
奧薩馬堡壘
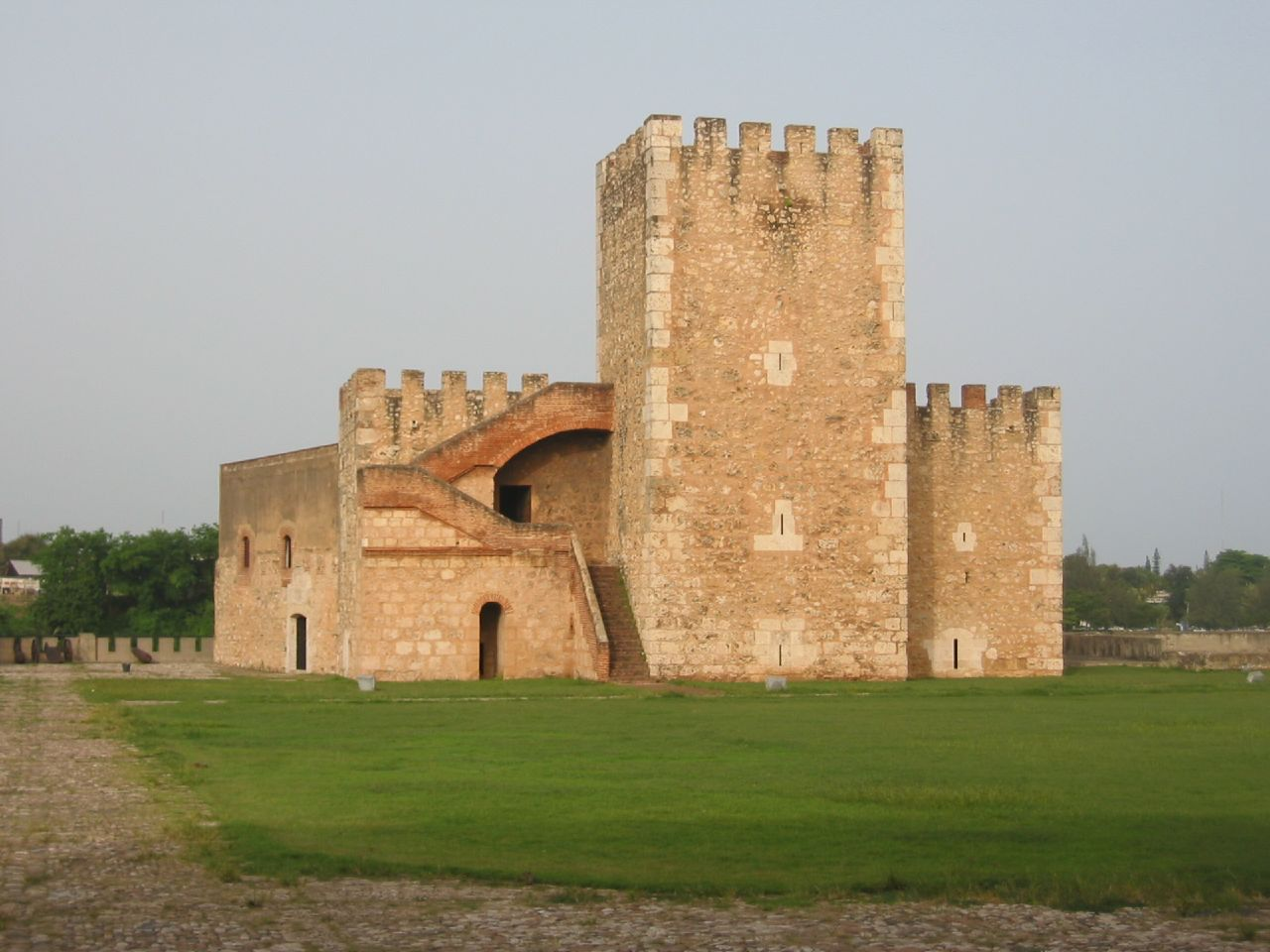
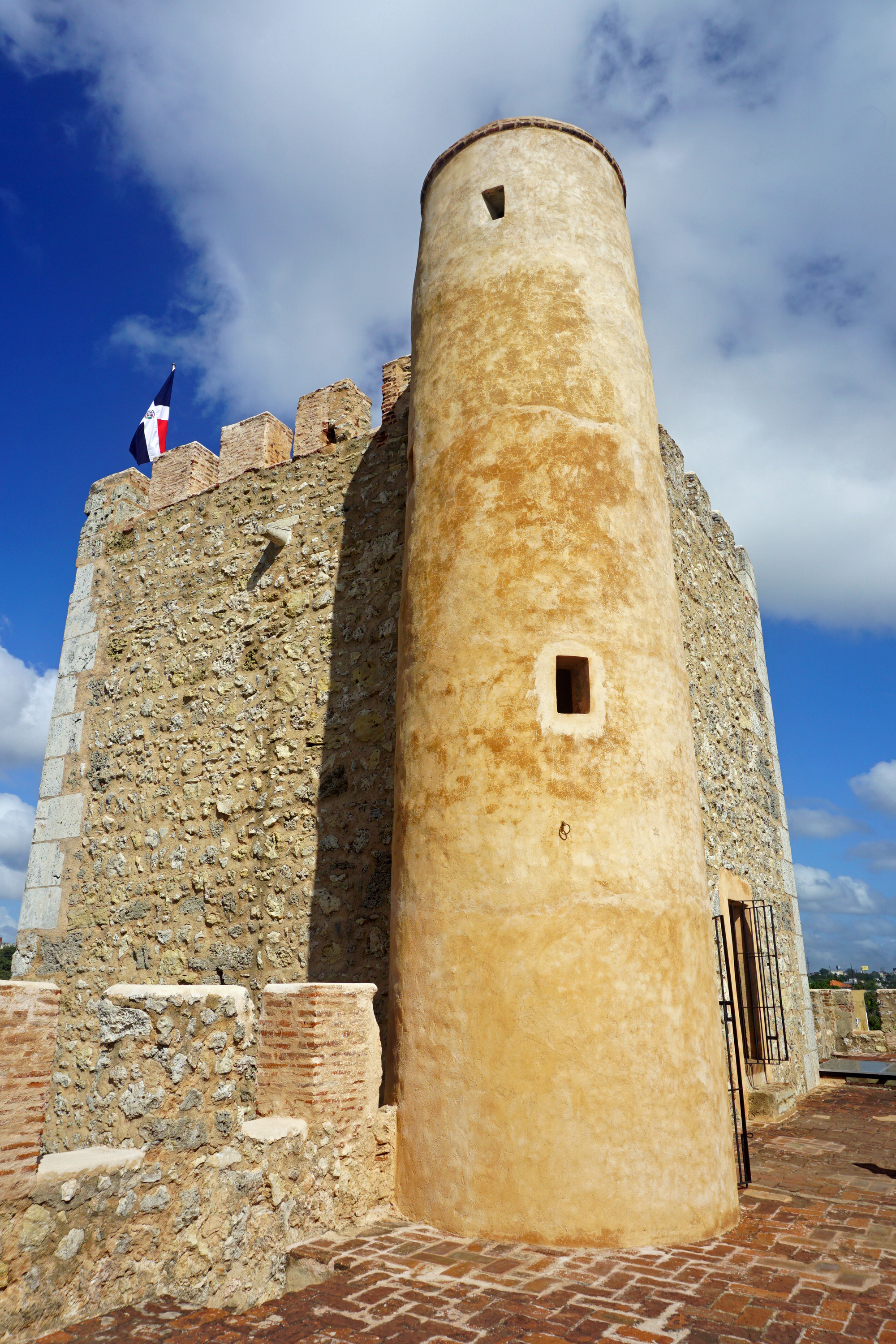
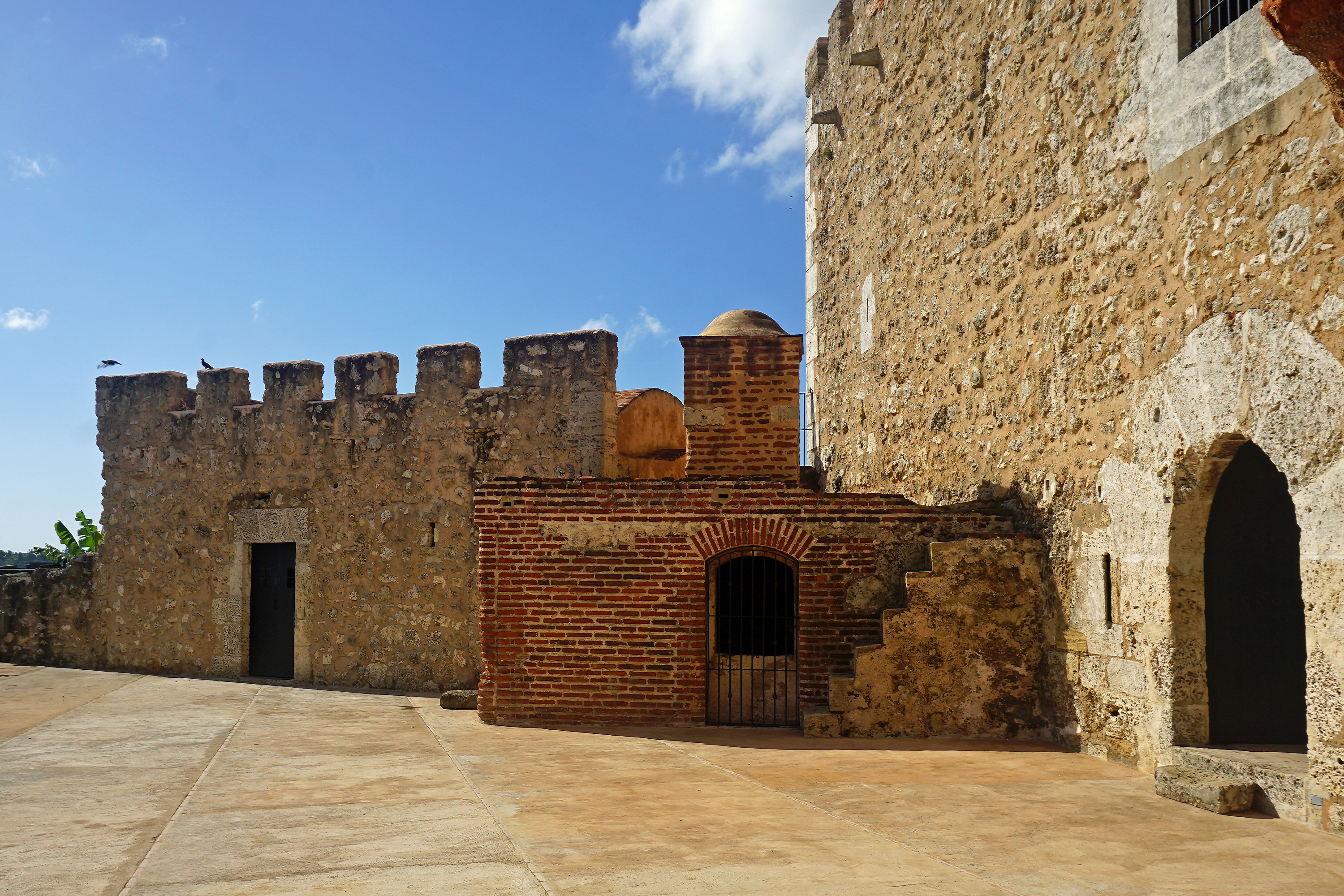
堡壘頂部
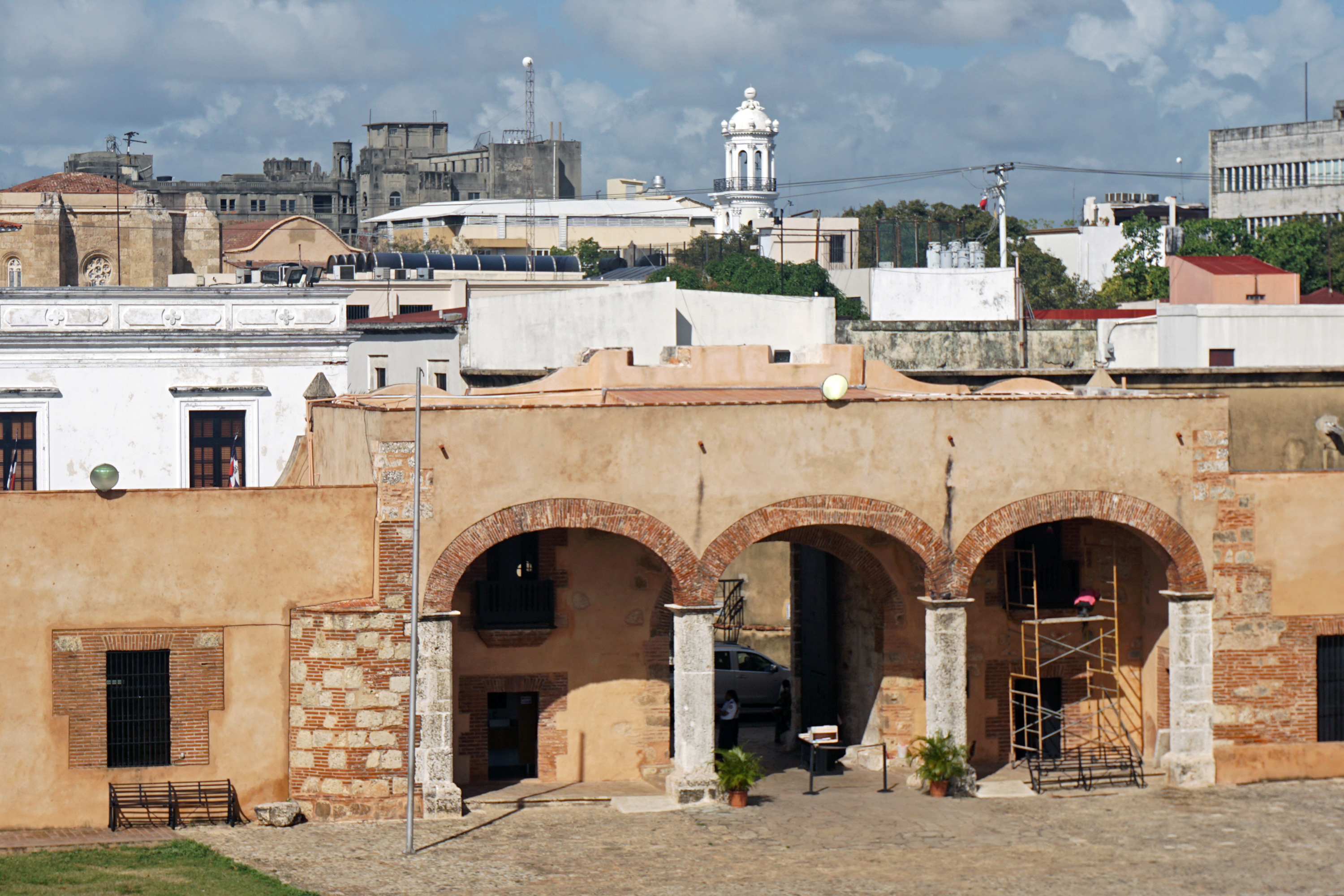
堡壘入口處
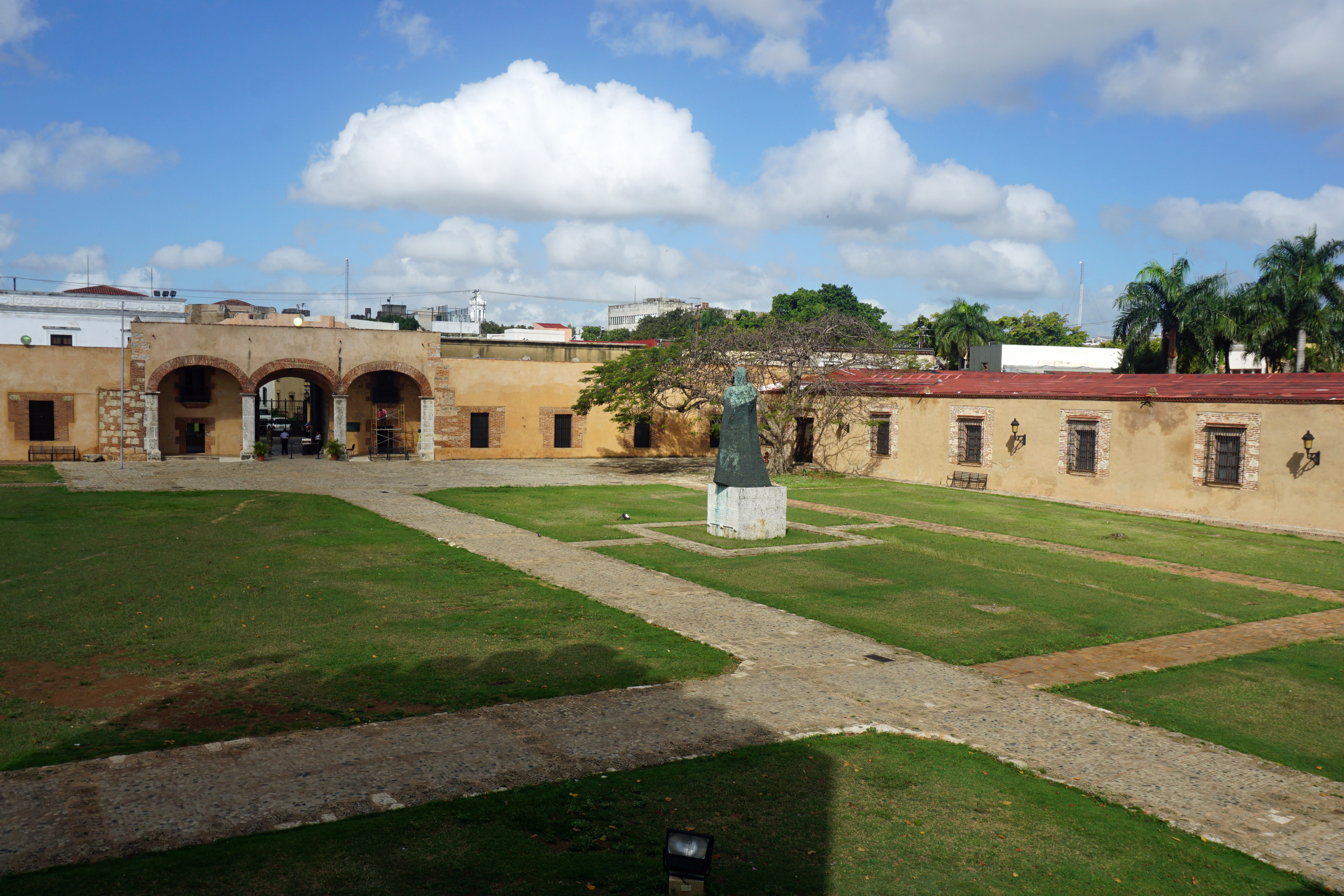
中庭
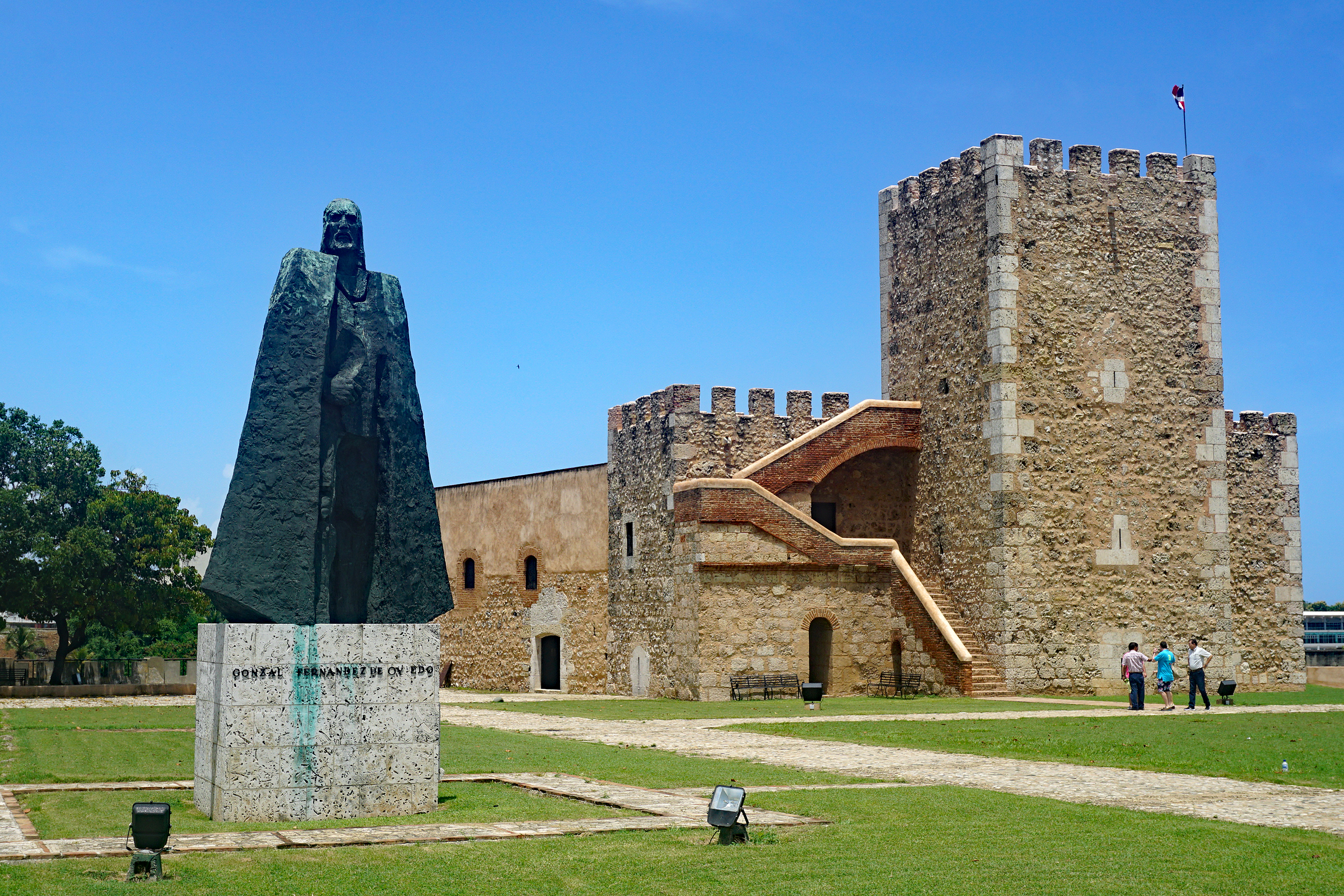
貢薩洛·費爾南德斯·德·奧維耶多·伊·巴爾德斯（英语：Gonzalo Fernández de Oviedo y Valdés）雕像
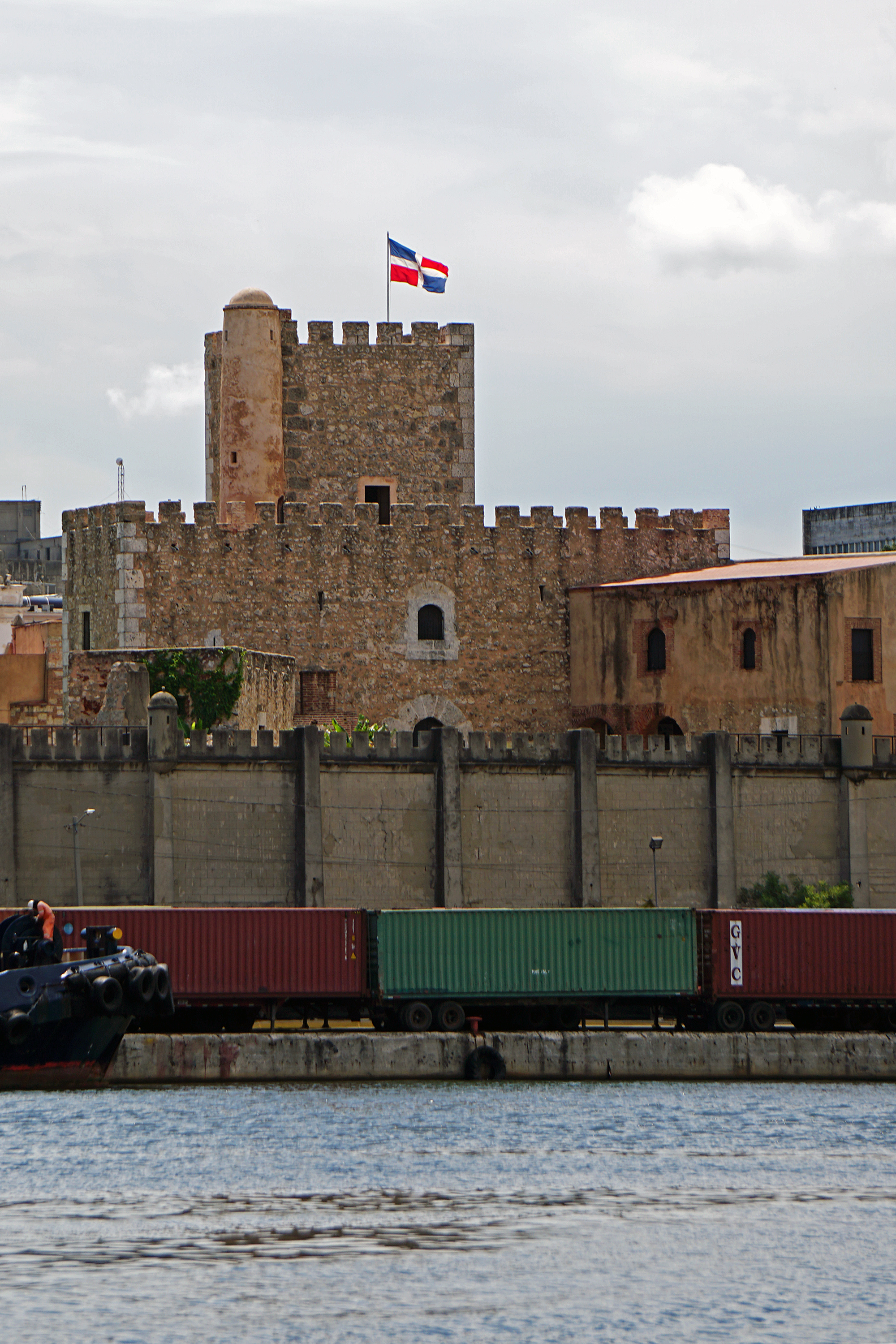
堡壘與前方的奧薩馬河